# Artur Gliszczyński
Artur Gliszczyński (ur. 17 stycznia 1981 w Bydgoszczy) – polski koszykarz, wychowanek Astorii Bydgoszcz.

## Przebieg kariery
- 1997-2003 Astoria Bydgoszcz
- 2003-2005 Viking Gdynia
- 2004-2006 Astoria Bydgoszcz
- 2005-2006 Kager Gdynia
- 2006-2007 Spójnia Stargard Szczeciński
- 2007-2008 Harmattan Gniewkowo
- 2008-2011 Astoria Bydgoszcz
- 2011-2012 Polski Cukier SIDEn Toruń
- 2012-2013 KSK Noteć Inowrocław